# Spiranthes romanzoffiana
Spiranthes romanzoffiana ,vrsta trajnice iz porodice kačunovki, jedna je od vrsta u rodu zasukica. Raširena je na području Sjeverne Amerike i Britanskim otocima, a njezini lokalni nazivi su Irish Lady's-tresses (eng.) i Cúilín gaelach (irski).
Stanište vrste sve više je ugroženo

## Vanjske poveznice
Wildflowers of Ireland